# La Prealpina
La Prealpina è un quotidiano italiano a carattere regionale, che ha la sua area di riferimento nella Lombardia nordoccidentale (province di Varese, Milano e Como) e nel Piemonte nordorientale (Provincia del Verbano-Cusio-Ossola, Novara e Vercelli).

## Storia
L'invenzione del giornale si deve all'iniziativa del varesino Giovanni Bagaini; figlio di un droghiere avente bottega in via San Martino, aveva interrotto gli studi di ragioneria e si era formato alla professione giornalistica dapprima nella redazione del "Pungolo" di Leone Fortis a Milano, quindi dal 1885 gestendo in società con alcuni amici il periodico "Ape Varesina", che tuttavia era presto incappato in problemi economico-amministrativi, cessando le pubblicazioni sul finire di novembre 1888.
Bagaini, all'epoca ventitreenne, non si era però dato per vinto, convinto com'era della necessità di dotare Varese di un foglio informativo di orientamento indipendente, laddove praticamente tutti i giornali cittadini (quali "Libertà", "Cronaca Varesina", "L'Asino", "L'Indicatore Varesino", "26 maggio" o "Il Garibaldino") avevano aderenze più o meno pervasie con realtà politicamente o ideologicamente connotate. I tipografi Macchi e Brusa lo supportarono, fornendogli l'appoggio tecnico necessario all'impresa.
Fu così che, a mezzogiorno del 2 dicembre 1888, gli strilloni varesini iniziarono a distribuire la "Cronaca Prealpina", sottotitolata Gazzetta dei Tre Laghi, un bisettimanale stampato in quattro pagine a formato lenzuolo. L'articolo d'apertura, non firmato (ma vergato da Bagaini in persona, che invece "firma" l'intero giornale in ultima pagina), s'intitola semplicemente Per il programma e rimarca la volontà di costruire uno strumento informativo indipendente e obiettivo:
La cadenza di pubblicazione nel primo triennio di vita previde un paio d'edizioni la domenica e il giovedì; il crescente successo di vendita portò poi nel 1891 la periodicità dapprima a trisettimanale e infine a quotidiana, facendo della "Cronaca Prealpina" il primo giornale italiano a tiratura giornaliera con sede al di fuori di un capoluogo di provincia (Varese era infatti all'epoca in provincia di Como). 
A questo punto i soci Macchi e Brusa non se la sentirono più di proseguire, sicché Bagaini assunse la piena titolarità della società editrice, che dotò di una tipografia privata investendo di tasca propria un totale di oltre 1 milione di lire: intraprendente e lungimirante, il direttore-editore tra il 1901 e il 1902 fa della "Cronaca Prealpina" il primo quotidiano d'Italia ad adottare le macchine da stampa a composizione meccanica prodotte dalla Typograph Gesellschaft di Berlino, che gli permisero di integrare il giornale ciclostilando in proprio supplementi illustrati, opuscoli, libri strenna e guide turistiche. L'identificazione del giornale col direttore-fondatore era tale che a Varese divenne comune riferirsi alla "Cronaca Prealpina" col soprannome di "Bagaina".
Il giornale tenne una linea interventista durante la prima guerra mondiale e, in seguito, benevola nei confronti di Mussolini. Fu, tuttavia, proprio il regime a scalzare dalla direzione al suo fondatore: sabato 27 ottobre 1928, infatti, il deputato fascista Carlo Gnocchi irrompe nell'ufficio di Bagaini intimando: «Si alzi subito da quella sedia, quello non è più il suo posto. Lei non è più direttore». 
Verso la fine della seconda guerra mondiale il quotidiano diventa organo del Comitato di Liberazione Nazionale, assumendo il nome di "Corriere Prealpino" (poiché il nome "Cronaca Prealpina" era ormai giudicato troppo compromesso col ventennio fascista). A guerra conclusa, con la direzione dell'ex partigiano socialista Federico Noè, si inaugurano le redazioni distaccate di Busto Arsizio e Gallarate, aumentando la presenza capillare sul territorio. Nel 1946 la testata assume infine il nome de "La Prealpina".
Nel 1959 l'edizione di apertura della settimana viene ridenominata "La Prealpina del lunedì", caratterizzandosi per un maggior spazio dedicato allo sport di area lombardo-piemontese.
Nei primi anni 1990 "La Prealpina" apre il proprio sito web, inizialmente costituito dall'EPub del giornale cartaceo, da spazi pubblicitari e da pochi contenuti dedicati (ad esempio le necrologie); nel 2011 il sito è stato trasformato in un vero e proprio quotidiano online aggiornato in tempo reale ed editorialmente autonomo dal cartaceo.
Nel 1998 a Verbania nasce l'edizione "Novara V.C.O.", che viene diffusa nel Piemonte orientale fino al 2009, allorché il desk verbanese viene chiuso e la cronaca piemontese viene ridotta a una singola sezione dell'edizione "madre".
Nel 2000 la redazione di Legnano inizia a realizzare un'edizione specifica per l'Altomilanese e infine nel 2001 debutta la "nazionale", destinata a essere diffusa nelle province di Lodi, Pavia, Genova, Savona, Imperia e La Spezia, nonché (nei periodi vacanzieri) nelle località balneari toscane di Massa Carrara e della Versilia e nei centri turistici della Valle d'Aosta e della Valtellina.
Nei primi anni del terzo millennio "La Prealpina" abbandona altresì l'originario formato lenzuolo, puntando su foliazioni più compatte e maneggevoli (dapprima berlinese, poi tabloid).

## Direttori
- Giovanni Bagaini (1888-1928)
- Gino Cornali (1928-1929)
- Mario Rivoire (1929-1930)
- Orsino Orsini (1930-1931)
- Armando Mazza (1931-1937)
- Niccolò Giani (1937-1941)
- Vanni Teodorani (1941-1943)
- Carlo Lari (1943-1944)
- Angelo Luigi Arrigoni (1944-1945)
- Federigo Noè (1945-1946)
- Mario Gandini (1946-1948)
- Gianfranco Bianchi (1948-1957)
- Mario Gandini (1957-1960)
- Mario Lodi[7] (1960-1983)
- Pierfausto Vedani (1983-1986)
- Mino Durand (1986-1992)
- Gigi Gervasutti (1993-1998)
- Sandro Moser (1998-1999)
- Mino Durand (1999-2003)
- Roberto Ferrario (2003-2008)
- Giancarlo Angeleri (2008-2011)
- Paolo Provenzi (2011-2016)
- Maurizio Lucchi (2016-2021)
- Daniele Bellasio (2021-2022)
- Silvestro Pascarella (da ottobre 2022)